# Brúará
Die Brúará (dt. „Brückenfluss“) ist ein rund 38 km langer Fluss in der Region Suðurland im Süden Islands.

## Flusslauf
Die Brúará entspringt im Rótasandur östlich des Berges Högnhöfði und fließt in südlicher Richtung durch die 3 bis 4 km lange Schlucht Brúararskörð. Nach dem Wasserfall Brúarfoss erreicht der Fluss die Wasserfälle Miðfoss und Hlauptungufoss. Der kleine Fluss Fullsæll mündet in die Brúará, bevor sie östlich des Apavatn, mit dem sie über dessen Abfluss Hagaós verbunden ist, weiter Richtung Süden an Skálholt und Mosfell vorbeifließt. Sie mündet schließlich, etwas nordöstlich von Sólheimar, an jener Stelle in die Hvítá, an der diese am Tafelvulkan Vörðufell vorbeifließt.

## Geschichte und Sagen
Jón Gerreksson, ein Bischof von Skálholt, wurde Berichten zufolge 1433 im Fluss ertränkt. 
In der Nähe des Brúarfoss, rund 3 km nördlich der heutigen Brücke, soll es einen natürlichen Steinbogen über den Fluss gegeben haben, der der Brúará ihren Namen gab. 1602 wurde nach einer Sage auf Befehl des Gutsverwalters von Skálholt der Bogen zerstört, um für Bettler den Weg zu dem Ort abzuschneiden. Wenig später soll der Gutsverwalter dann selbst in der Brúará ertrunken sein.

## Verkehr
Der Laugarvatnsvegur  quert, vom Laugarvatn kommend, die Brúará und führt zum Großen Geysir.